# Fairey Barracuda
Die Fairey Barracuda war ein einmotoriges Kampfflugzeug des britischen Herstellers Fairey Aviation Company. Der Schulterdecker wurde hauptsächlich im Zweiten Weltkrieg als trägergestützter Torpedobomber und Sturzkampfflugzeug eingesetzt. Der Erstflug des Prototyps fand am 7. Dezember 1940 statt. Am 18. März 1942 wurde die erste Serienmaschine Barracuda Mk. I an die Fleet Air Arm der Royal Navy ausgeliefert, da in den ersten beiden Kriegsjahren andere Flugzeugtypen dringender benötigt wurden. Nach dem Krieg wurde die Barracuda vor allem als Schulflugzeug verwendet.

## Geschichte

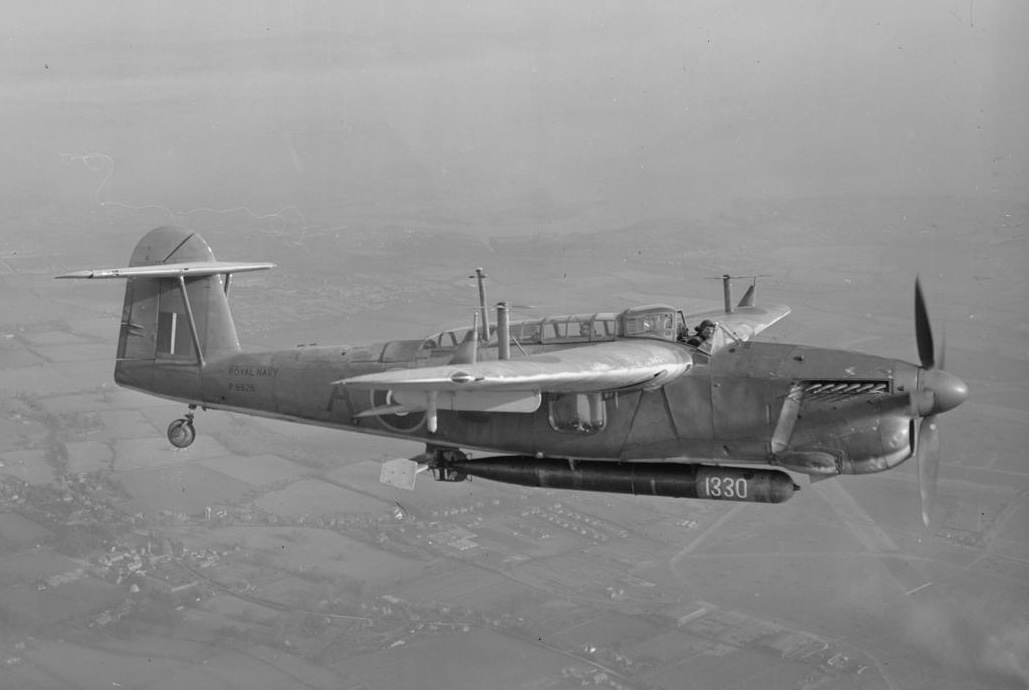
Fairey Barracuda Mk. II

Die Fairey Barracuda wurde aufgrund des Pflichtenheftes S. 24/37 des britischen Air Ministry entwickelt, das eine neue trägergestützte Maschine für die Fleet Air Arm forderte, welche vielfältige Außenlasten (Torpedos, Bomben, Rettungsboote, Radarbehälter) mitführen konnte. Sie war der erste britische trägergestützte Ganzmetall-Torpedobomber, verfügte über ein hohes, verstrebtes Höhenleitwerk und große Fairey-Youngman-Klappen an den Flügelhinterkanten, die die für den Flugzeugträgereinsatz erforderliche niedrige Mindestgeschwindigkeit ermöglichten. Erhielten die Klappen durch den Piloten einen negativen Einstellwinkel, konnten sie auch als Sturzflugbremsen verwendet werden.
Da der ursprünglich vorgesehene Flugmotor Rolls-Royce Exe nicht mehr hergestellt wurde, verzögerte sich die Erprobung des ersten Prototyps der Barracuda (RAF-Serien-Nr. P1767). Ersatzweise mit einem Motor vom Typ „Rolls-Royce Merlin 30“ von 1.260 PS ausgerüstet, machte dieser seinen Erstflug schließlich am 7. Dezember 1940.
Da in dieser Kriegsphase andere Flugzeugtypen dringender benötigt wurden als die Barracuda, machte das erste Serienflugzeug, die Barracuda Mk. I (auch bekannt als Barracuda I), erst am 18. März 1942 seinen Erstflug. Von diesem Modell wurden 30 Stück gebaut (5 davon von Westland). Die Barracuda Mk. I wurden meist für Versuche und Umschulung der Piloten verwendet.
Es folgte die Barracuda Mk. II (auch Barracuda II) in 1.688 Exemplaren mit dem stärkeren Merlin 32, der eine größere Zuladung erlaubte, aber die Gesamtleistung leicht verschlechterte. Die „No. 827 Squadron“ erhielt als erste Einheit im Januar 1943 die Barracuda Mk. II. Die ersten Kampfeinsätze führte die „No. 810 Squadron“ acht Monate später bei der alliierten Landung bei Salerno (Operation Avalanche) durch.

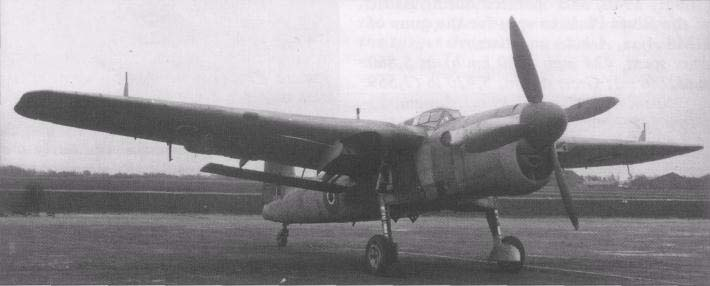
Fairey Barracuda Mk. III

 Die letzte noch im Kriege gebaute Version war die Barracuda Mk. III mit Vierblatt-Propeller und einer Wanne für ein ASV-Radar (ASV = Air to Surface Vessel) zur Bekämpfung aufgetaucht fahrender U-Boote.
Vom Typ Mk. II baute Fairey 675, Blackburn Aircraft 700, Boulton Paul 300 und Westland Aircraft 13 Flugzeuge. Die Mark III wurden von Fairey (460) und Boulton Paul (392) hergestellt.
Eine Mk. II wurde mit einem 1.850 PS starken Rolls-Royce Griffon VII als Prototyp für die unbewaffnete Version Mk. V ausgerüstet (eine Mk. IV wurde nicht gebaut). Dieses Flugzeug (P9976) flog am 16. November 1944. Insgesamt 30 Mk. V mit erheblich geänderter Leitwerkkonstruktion sowie anderen Modifikationen wurden von Fairey erst nach dem Kriege fertiggestellt. Sie wurden hauptsächlich als Schulflugzeuge eingesetzt.

## Einsatz
Im praktischen Einsatz wurde die Barracuda ausschließlich als Sturzkampf- und nicht als Torpedobomber eingesetzt. 42 Barracuda von vier Staffeln der Flugzeugträger Victorious und Furious flogen im April 1944 den Angriff auf die Tirpitz im Kåfjord in Nordnorwegen. Sie erzielten 15 Direkttreffer mit panzerbrechenden 500-lbs-(227-kg)- und 1000-lbs-(454-kg)-Bomben. Dabei gingen lediglich drei Barracudas verloren.
Im selben Monat des Jahres 1944 führten Barracuda des Trägers Illustrious ihren ersten Angriff im Pazifikkrieg gegen Japan durch.

## Produktionszahlen
Die Barracuda wurde in Großbritannien bei Fairey in Heaton Chapel, Blackburn in Brough, Westland und Boulton Paul gebaut.
| Version | Fairey | Blackburn | Westland | Boulton Paul | Summe |
| ------- | ------ | --------- | -------- | ------------ | ----- |
| Mk I    | 23     | 4         | 5        | 1            | 33    |
| Mk II   | 1059   | 695       | 13       | 281          | 2048  |
| T.R.III |        |           |          | 371          | 371   |
| Summe   | 1082   | 699       | 18       | 653          | 2452  |

| Jahr              | Anzahl |
| ----------------- | ------ |
| 1942              | 51     |
| 1943              | 618    |
| 1944              | 1257   |
| bis 31. Juli 1945 | 526    |
| Summe             | 2452   |

Bei Kriegsende befand sich die Mk III noch in Serienproduktion.

## Einsatzländer
Vereinigtes Königreich
- Royal Navy (Fleet Air Arm)

## Technische Daten

Fairey Barracuda

| Kenngröße             | Barracuda Mk. II                                                                       |
| --------------------- | -------------------------------------------------------------------------------------- |
| Besatzung             | 3                                                                                      |
| Länge                 | 12,11 m                                                                                |
| Spannweite            | 14,98 m beigeklappt 6,00 m                                                             |
| Höhe                  | 4,60 m                                                                                 |
| Flügelfläche          | 34,09 m²                                                                               |
| Leermasse             | 4241 kg                                                                                |
| Startmasse            | normal 6396 kg maximal 6950 kg mit Starthilfsraketen                                   |
| Antrieb               | ein 12-Zylinder-V-Motor Rolls-Royce Merlin 32 (1223 kW/1640 PS)                        |
| Höchstgeschwindigkeit | 367 km/h in 535 m Höhe                                                                 |
| Marschgeschwindigkeit | 311 km/h in 1525 m Höhe                                                                |
| Steigrate             | 250 m/min                                                                              |
| Dienstgipfelhöhe      | 5060 m                                                                                 |
| Reichweite            | maximal 1101 km                                                                        |
| Aktionsradius         | 790 km                                                                                 |
| Flugdauer             | 3 bis 6,7 h                                                                            |
| Bewaffnung            | zwei bewegliche 7,7-mm-MG Browning                                                     |
| Abwurfmunition        | ein 735-kg-Torpedo oder 726 kg Bomben oder sechs 113-kg-Wasserbomben oder 744 kg Minen |